# Drosera cendeensis
Drosera cendeensis este o specie de plante carnivore din genul Drosera, familia Droseraceae, ordinul Caryophyllales, descrisă de Tamayo și Léon Camille Marius Croizat.
Este endemică în Venezuela. Conform Catalogue of Life specia Drosera cendeensis nu are subspecii cunoscute.